# Jacob Stout
Jacob Stout, född 26 oktober 1764 i Kent County i Kolonin Delaware, död 28 november 1855 i Kent County i Delaware, var en amerikansk politiker (federalist). Han var Delawares guvernör 1820–1821.
Stout efterträdde 1820 John Clark som guvernör och efterträddes 1821 av John Collins. Stout tillträdde guvernörsämbetet i stället för federalisten Henry Molleston som hade valts till guvernör men hann dö före mandatperiodens början.